# Ippolito Rosellini

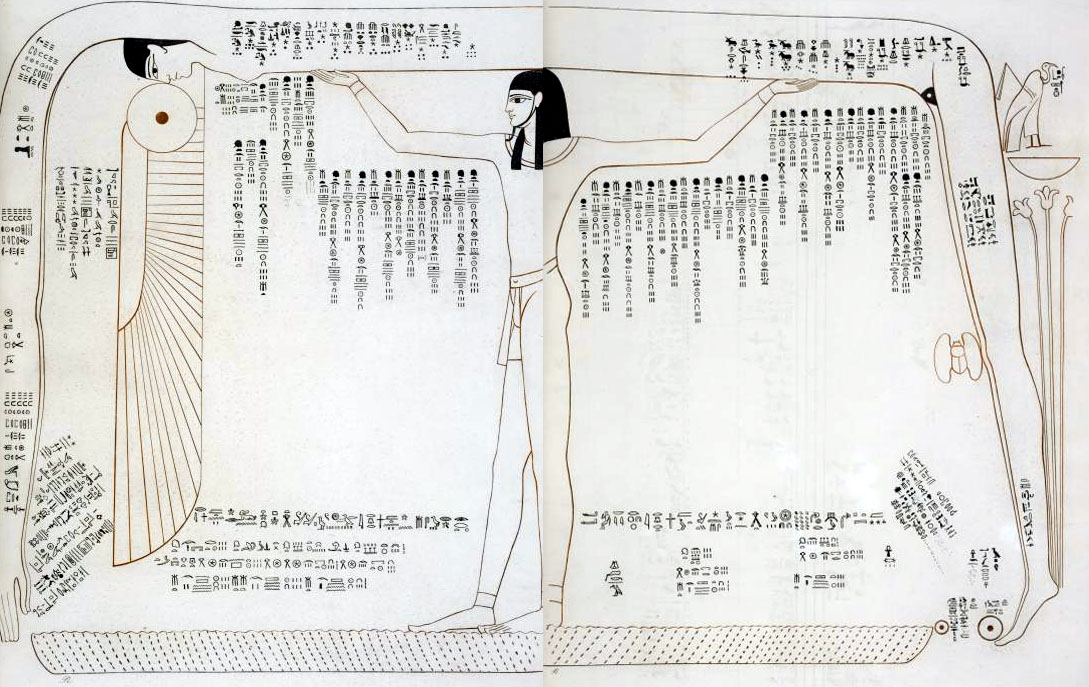
Representación astronómica en el techo de la tumba de Ramsés IV en Monumenti dell'Egitto e della Nubia.

Ippolito Rosellini (Pisa, 13 de agosto de 1800 - Pisa, 4 de junio de 1843) fue un egiptólogo italiano, discípulo preferido de Champollion. Es considerado el fundador de la egiptología italiana.

## Biografía
Rosellini era hijo de comerciantes de Pescia. En 1817 ingresó en la Universidad de Pisa, tras graduarse en teología, perfeccionó sus estudios durante tres años con Mezzofanti en Bolonia. En 1824 ocupó la cátedra de lengua y cultura oriental (era especialista en árabe y hebreo) en Pisa. 
En agosto de 1825 conoció al francés Jean-François Champollion en Florencia, y en ese mismo año, Rosellini publicó Il sisteme geroglifico del signor Champollion dichiarato ed esposto all intelligenzia di tutti.
Rosellini y Champollion prepararon una expedición conjunta a Egipto (la célebre misión franco-toscana), financiada principalmente por el gran duque de Toscana Leopoldo II y el rey de Francia Carlos X. Esta expedición (1828-1829) recorrió los principales lugares de interés arqueológico de Egipto y Nubia. 
Coordinó la ejecución de relieves epigráficos y dibujos de los monumentos más importantes, recogidos en catorce libros y adquirió importantes restos arqueológicos que actualmente constituyen el núcleo de la colección egiptológica del Museo Arqueológico de Florencia.
Rosellini publicó, a su vuelta de Egipto, entre 1832 y 1844 su principal obra Monumenti dell'Egitto e della Nubia.
En 1834, la Universidad de Pisa, encargó a Rosellini dar un curso, el primero en el mundo, de lengua egipcia y copta.